# Cambarus veteranus
Cambarus veteranus är en kräftdjursart som beskrevs av Faxon 1914. Cambarus veteranus ingår i släktet Cambarus och familjen Cambaridae. IUCN kategoriserar arten globalt som otillräckligt studerad. Inga underarter finns listade i Catalogue of Life.